# Parda
Parda – (hindi, dosł. zasłona, welon) – praktyka, której celem jest zasłanianie kobiet przed obcymi. Funkcje zasłony mogą pełnić ubiory, ale też wysokie ogrodzenia, kotary wewnątrz domu. Praktyka ta, została zapoczątkowana w Indiach przez muzułmanów, później przyjęta przez różne grupy hinduskie.